# Haughton-Krater
Koordinaten: 75° 22′ N, 89° 41′ W

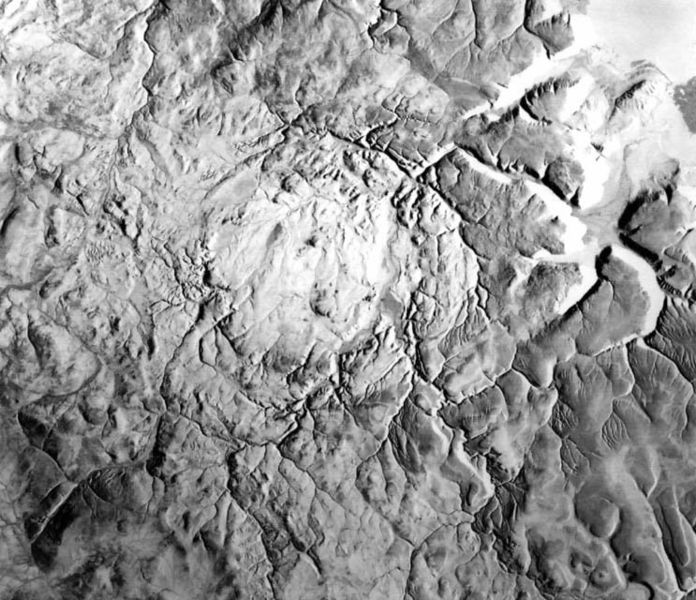
Radar-Aufnahme

Der Haughton-Krater ist ein Einschlagkrater. Er befindet sich auf der Devon-Insel im Territorium Nunavut, einem Gebiet der kanadischen Arktis. Er hat einen Durchmesser von 20 Kilometern und wurde von einem Meteoriteneinschlag vor 39 Mio. Jahren geformt. Es handelt sich um einen der am nördlichsten gelegenen Krater, die bisher entdeckt wurden. Es ist der einzige bekannte Krater der Erde, der von polarer Eiswüste umgeben ist.